# Ernst Bruckmüller

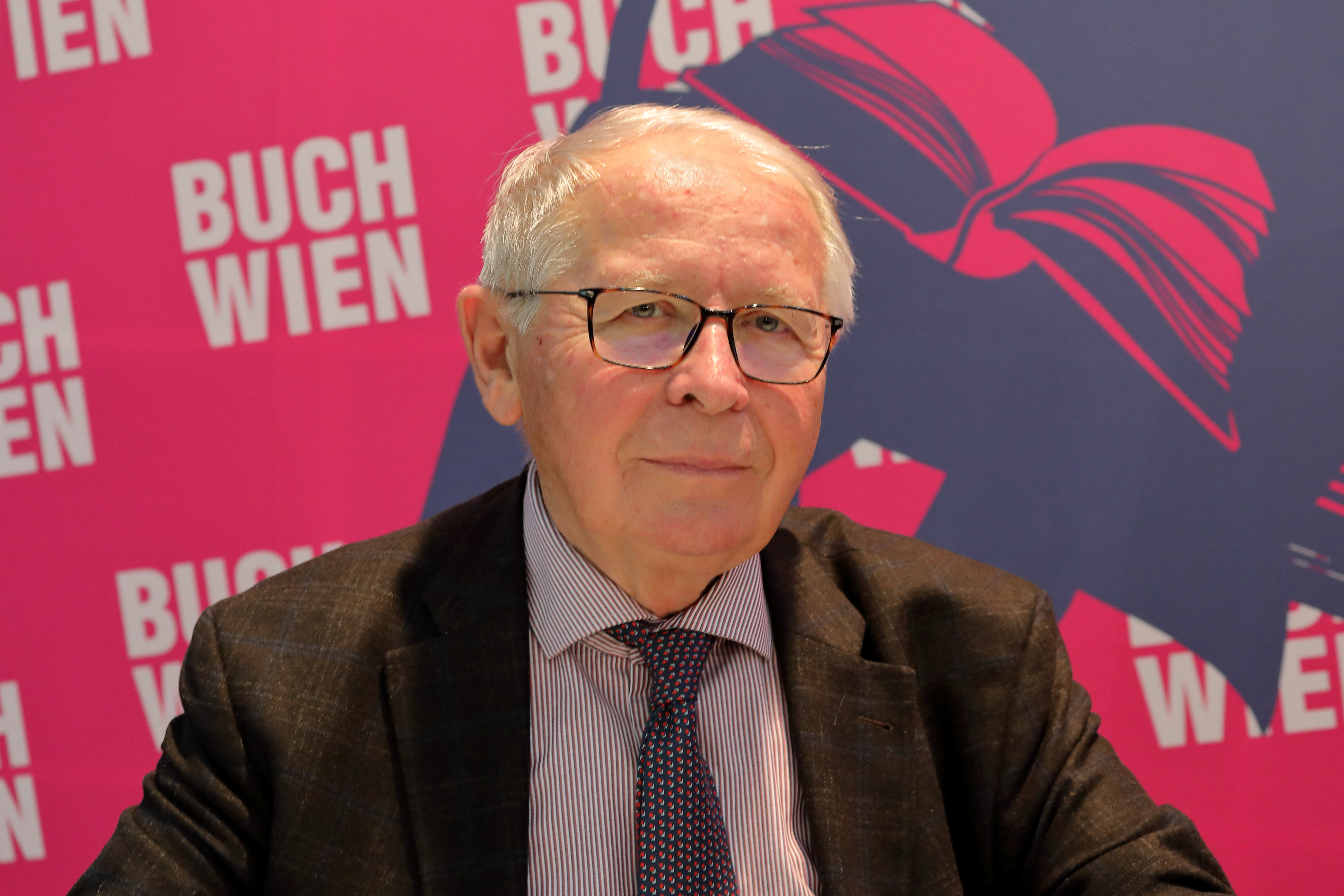
Ernst Bruckmüller (2019)

Ernst Bruckmüller (* 23. April 1945 in Eselsteiggraben, Gemeinde St. Leonhard am Forst in Niederösterreich) ist ein österreichischer Historiker.

## Leben
Ernst Bruckmüller hat sich nach dem Besuch des Stiftsgymnasiums Melk, wo er Mitglied der katholischen Studentenverbindung K.Ö.St.V. Nibelungia Melk wurde, und dem Studium der Geschichte und Germanistik an der Universität Wien (Promotion zum Dr. phil. 1969), wo er Mitglied der KaV Norica Wien im ÖCV wurde, im Jahr 1976 für das Fach Wirtschafts- und Sozialgeschichte habilitiert.
Von 1969 bis 1977 war er Assistent am Institut für Wirtschafts- und Sozialgeschichte der Universität Wien. 1977 wurde er zum a.o. Professor für Wirtschafts- und Sozialgeschichte an der Universität Wien ernannt. 1991 wurde er Vorsitzender des Instituts für Österreichkunde und Herausgeber der Schriften dieses Instituts. Im Jahre 2000 erfolgte seine Berufung zum Universitätsprofessor für Wirtschafts- und Sozialgeschichte am Institut für Wirtschafts- und Sozialgeschichte der Universität Wien.
Ab 1991 war er Vorsitzender des Instituts für Österreichkunde. Im Wintersemester 2001/02 übte er eine Gastprofessur an der EPHE, Section IV, an der Sorbonne, Paris, aus. 2004 bis 2011 war er Leiter des Ludwig-Boltzmann-Institutes für Geschichte des ländlichen Raumes in St. Pölten. Von 2009 bis 2012 war er Direktor des Instituts Österreichisches Biographisches Lexikon und biographische Dokumentation. Seit 2003 war er Korrespondierendes Mitglied der Österreichischen Akademie der Wissenschaften, seit 2006 ist er Wirkliches Mitglied der philosophisch-historischen Klasse der Österreichischen Akademie der Wissenschaften.
Ernst Bruckmüller war Mitbegründer des Karl-von-Vogelsang-Instituts zur Erforschung der Geschichte der christlichen Demokratie in Österreich. Seine Forschungsschwerpunkte sind:
- Geschichte des Bürgertums
- Sozialgeschichte Österreichs
- Allgemeine und österreichische Agrargeschichte
- Nationalbewusstsein und Nationsbildung
- Bewusstsein und gesellschaftlich-politische Prozesse[3]

## Auszeichnungen und Ehrungen
- 1983: Karl-von-Vogelsang-Staatspreis für Geschichte der Gesellschaftswissenschaften
- 2000: Wissenschaftspreis des Landes Niederösterreich
- 2015: Festschrift: Ernst Bruckmüller zum 70. Geburtstag[4]
- 2019: Kardinal-Innitzer-Preis (Würdigungspreis)

## Publikationen (Auswahl)
- Landwirtschaftliche Organisationen und gesellschaftliche Modernisierung. Vereine, Genossenschaften und politische Mobilisierung der Landwirtschaft Österreichs vom Vormärz bis 1914 (= Geschichte und Sozialkunde. 1). Neugebauer, Salzburg 1977, ISBN 3-85376-008-2.
- Nation Österreich. Sozialhistorische Aspekte ihrer Entwicklung (= Studien zu Politik und Verwaltung. 4). Böhlau, Wien u. a. 1984, ISBN 3-205-08460-8.
- Sozialgeschichte Österreichs. Herold-Verlold, Wien u. a. 1985, ISBN 3-7008-0283-8.
- (Hrsg.): 900 Jahre Benediktiner in Melk. Jubiläumsausstellung 1989. Stift Melk, Melk 1989, (Ausstellungskatalog).
- Österreichbewußtsein im Wandel. Identität und Selbstverständnis in den 90er Jahren (= Schriftenreihe des Zentrums für Angewandte Politikforschung. Bd. 4). Signum-Verlag, Wien 1994, ISBN 3-85436-145-9.
- mit Ernst Hanisch, Roman Sandgruber, Norbert Weigl: Geschichte der österreichischen Land- und Forstwirtschaft im 20. Jahrhundert. 2 Bände. Herausgegeben von Franz Ledermüller. Ueberreuter, Wien 2002–2003:
  - Band 1: Politik, Gesellschaft, Wirtschaft. 2002, ISBN 3-8000-3859-5;
    - Vom „Bauernstand“ zur „Gesellschaft des ländlichen Raumes“ – Sozialer Wandel in der bäuerlichen Gesellschaft des 20. Jahrhunderts. S. 409–592;

  - Band 2: Regionen, Betriebe, Menschen. 2003, ISBN 3-8000-3868-4.
- Histoire sociale de l'Autriche. Ed. de la Maison des Sciences de l'Homme. Paris 2003, ISBN 2-7351-0872-4.
- The Austrian nation. Cultural consciousness and socio-political processes. Transl. and with an afterword by Lowell A. Bangerter (= Studies in Austrian literature, culture and thought). Ariadne Press, Riverside, Calif. 2003, ISBN 1-57241-115-5.
- Österreich-Lexikon. 3 Bände. Verlag-Gemeinschaft Österreich-Lexikon, Wien 2004, ISBN 3-85498-385-9.
- (Hrsg.): Putzger. Historischer Weltatlas. Begründet von Friedrich Wilhelm Putzger, 104. Aufl., Cornelsen, Berlin 2011, ISBN 978-3-464-63972-6.
- (Hrsg.): Korruption in Österreich. Historische Streiflichter. Braumüller, Wien 2011, ISBN 978-3-7003-1773-9.
- Österreichische Geschichte. Von der Urgeschichte bis zur Gegenwart. Böhlau, Wien 2019, ISBN 978-3-205-20871-6.[5]